# Elecciones estatales de Campeche de 1997
Las elecciones estatales de Campeche de 1997 se llevaron a cabo el domingo 6 de julio de 1997, simultáneamente con las elecciones federales, y en ellas se renovaron los siguientes cargos de elección popular:
- Gobernador de Campeche. Titular del Poder Ejecutivo del estado, electo para un periodo de seis años no reelegibles en ningún caso, el candidato electo fue José Antonio González Curi.
- 35 diputados del Congreso del Estado. De los cuales 21 fueron electos por mayoría relativa y 14 fueron designados mediante representación proporcional para integrar la LVI Legislatura del Congreso del Estado de Campeche.
- 10 ayuntamientos. Compuestos por un presidente municipal y sus regidores, electos para un periodo de tres años no reelegibles para el periodo inmediato.

## Resultados

### Gobernador
|  | 48.28 % |

|  | 41.43 % |

|  | 6.95 % |

|  | 3.14 % |

|  | 0.13 % |

|  | 0.06 % |

### Congreso del Estado
|  | 47.90 % |

|  | 33.44 % |

|  | 10.41 % |

|  | 6.71 % |

|  | 0.71 % |

|  | 0.23 % |

|  | 0.16 % |

|  | 100 % |

### Ayuntamientos
|  | 46.85 % |

|  | 32.18 % |

|  | 13.86 % |

|  | 6.07 % |

|  | 0.41 % |

|  | 0.32 % |

|  | 0.15 % |